# Wereldkampioenschap Twenty20 2016
Het Wereldkampioenschap Twenty20 2016 is het wereldkampioenschap cricket in de vorm Twenty20, dat in India werd gehouden van 8 maart tot 3 april 2016. Aan het toernooi deden 16 landen mee. De tien testcricketlanden waren direct geplaatst en zes landen konden zich via kwalificatiewedstrijden plaatsen. West-Indië werd voor de tweede keer wereldkampioen.

## Kwalificatie
De afsluitende kwalificatieronde waarin veertien landen om zes plaatsen streden, had plaats medio 2015 in Schotland en Ierland. Oman wist zich voor het eerst te plaatsen.
| Kwalificatie         | Land          |
| -------------------- | ------------- |
| Gastland             | India         |
| Testnatie            | Australië     |
| Testnatie            | Engeland      |
| Testnatie            | Nieuw-Zeeland |
| Testnatie            | Pakistan      |
| Testnatie            | Zuid-Afrika   |
| Testnatie            | Sri Lanka     |
| Testnatie            | West-Indië    |
| Testnatie            | Bangladesh    |
| Testnatie            | Zimbabwe      |
| Kwalificatietoernooi | Schotland     |
| Kwalificatietoernooi | Nederland     |
| Kwalificatietoernooi | Ierland       |
| Kwalificatietoernooi | Hongkong      |
| Kwalificatietoernooi | Afghanistan   |
| Kwalificatietoernooi | Oman          |

## Speelsteden
In zeven steden werd gespeeld.
| Bangalore                     | Dharamsala         | Mohali                        |
| ----------------------------- | ------------------ | ----------------------------- |
| M. Chinnaswamy Stadium        | HPCA Stadium       | PCA IS Bindra Stadium         |
| Capaciteit: 40.000            | Capaciteit: 23.000 | Capaciteit: 26.950            |
|                               |                    |                               |
| Wedstrijden: 3                | Wedstrijden: 7     | Wedstrijden: 3                |
| Calcutta                      |                    |                               |
| Eden Gardens                  |                    |                               |
| Capaciteit: 66.349            |                    |                               |
|                               |                    |                               |
| Wedstrijden: 5 (finale)       |                    |                               |
| Mumbai                        | Nagpur             | New Delhi                     |
| Wankhede Stadium              | VCA Stadium        | Feroz Shah Kotla              |
| Capaciteit: 32.000            | Capaciteit: 45.000 | Capaciteit: 40.715            |
|                               |                    |                               |
| Wedstrijden: 4 (halve finale) | Wedstrijden: 9     | Wedstrijden: 4 (halve finale) |

## Opzet
De beste acht landen op basis van de wereldranglijst van 30 april 2014 waren direct geplaatst voor de tweede ronde. De overige acht landen speelden in de eerste ronde en werden verdeeld over twee groep. De groepswinnaars plaatsten zich voor de tweede ronde. In de tweede ronde waren 2 groepen van vijf waarbij de twee beste landen zich plaatsten voor de halve finale.

## Wedstrijden
Alle tijden zijn in lokale tijd (UTC+5:30)

### Groepsfase
Groep A
| Team       | Pld | W | L | NR | Ptn | NRR    |
| ---------- | --- | - | - | -- | --- | ------ |
| Bangladesh | 3   | 2 | 0 | 1  | 5   | +1.938 |
| Nederland  | 3   | 1 | 1 | 1  | 3   | +0.154 |
| Oman       | 3   | 1 | 1 | 1  | 3   | –1.521 |
| Ierland    | 3   | 0 | 2 | 1  | 1   | –0.685 |

| 9 maart 15:00 Scorecard | Bangladesh 153/7 (20 overs) | v | Nederland 145/7 (20 overs) | Bangladesh wint met 8 runs Himachal Pradesh Cricket Association Stadium, Dharamsala Umpires: Sundaram Ravi (Ind) en Rod Tucker (Aus) |
| 9 maart 15:00 Scorecard |                             |   |                            | Bangladesh wint met 8 runs Himachal Pradesh Cricket Association Stadium, Dharamsala Umpires: Sundaram Ravi (Ind) en Rod Tucker (Aus) |
|                         |                             |   |                            | |

| 9 maart 19:30 Scorecard | Ierland 154/5 (20 overs) | v | Oman 157/8 (19.4 overs) | Oman wint met 2 wickets Himachal Pradesh Cricket Association Stadium, Dharamsala Umpires: Chris Gaffaney (NZ) en Nigel Llong (Eng) |
| 9 maart 19:30 Scorecard |                          |   |                         | Oman wint met 2 wickets Himachal Pradesh Cricket Association Stadium, Dharamsala Umpires: Chris Gaffaney (NZ) en Nigel Llong (Eng) |
|                         |                          |   |                         | |

| 11 maart 15:00 Scorecard | Nederland | v | Oman | No result Himachal Pradesh Cricket Association Stadium, Dharamsala Umpires: Chris Gaffaney (NZ) en Sundaram Ravi (Ind) |
| 11 maart 15:00 Scorecard |           |   |      | No result Himachal Pradesh Cricket Association Stadium, Dharamsala Umpires: Chris Gaffaney (NZ) en Sundaram Ravi (Ind) |
|                          |           |   |      | |

| 11 maart 19:30 Scorecard | Bangladesh 94/2 (8 overs) | v | Ierland | No result wegens regen Himachal Pradesh Cricket Association Stadium, Dharamsala Umpires: Nigel Llong (Eng) en Rod Tucker (Aus) |
| 11 maart 19:30 Scorecard |                           |   |         | No result wegens regen Himachal Pradesh Cricket Association Stadium, Dharamsala Umpires: Nigel Llong (Eng) en Rod Tucker (Aus) |
|                          |                           |   |         | |

| 13 maart 15:00 Scorecard | Nederland 59/5 (6 overs) | v | Ierland 47/7 (6 overs) | Nederland wint met 12 runs Himachal Pradesh Cricket Association Stadium, Dharamsala Umpires: Nigel Llong (Eng) en Sundaram Ravi (Ind) |
| 13 maart 15:00 Scorecard |                          |   |                        | Nederland wint met 12 runs Himachal Pradesh Cricket Association Stadium, Dharamsala Umpires: Nigel Llong (Eng) en Sundaram Ravi (Ind) |
|                          |                          |   |                        | |

| 13 maart 19:30 Scorecard | Bangladesh 180/2 (20 overs) | v | Oman 65/9 (12 overs) | Bangladesh wint met 54 runs (DLS) Himachal Pradesh Cricket Association Stadium, Dharamsala Umpires: Chris Gaffaney (NZ) en Rod Tucker (Aus) |
| 13 maart 19:30 Scorecard |                             |   |                      | Bangladesh wint met 54 runs (DLS) Himachal Pradesh Cricket Association Stadium, Dharamsala Umpires: Chris Gaffaney (NZ) en Rod Tucker (Aus) |
|                          |                             |   |                      | |

Groep B
| Team        | Pld | W | L | NR | Ptn | NRR    |
| ----------- | --- | - | - | -- | --- | ------ |
| Afghanistan | 3   | 3 | 0 | 0  | 6   | +1.540 |
| Zimbabwe    | 3   | 2 | 1 | 0  | 4   | –0.567 |
| Schotland   | 3   | 1 | 2 | 0  | 2   | –0.132 |
| Hongkong    | 3   | 0 | 3 | 0  | 0   | –1.017 |

| 8 maart 15:00 Scorecard | Zimbabwe 158/8 (20 overs) | v | Hongkong 144/6 (20 overs) | Zimbabwe wint met 14 runs Vidarbha Cricket Association Stadium, Nagpur Umpires: Aleem Dar (Pak) en Ian Gould (Eng) |
| 8 maart 15:00 Scorecard |                           |   |                           | Zimbabwe wint met 14 runs Vidarbha Cricket Association Stadium, Nagpur Umpires: Aleem Dar (Pak) en Ian Gould (Eng) |
|                         |                           |   |                           | |

| 8 maart 19:30 Scorecard | Afghanistan 170/5 (20 overs) | v | Schotland 156/5 (20 overs) | Afghanistan wint met 14 runs Vidarbha Cricket Association Stadium, Nagpur Umpires: Marais Erasmus (SA) en Richard Illingworth (Eng) |
| 8 maart 19:30 Scorecard |                              |   |                            | Afghanistan wint met 14 runs Vidarbha Cricket Association Stadium, Nagpur Umpires: Marais Erasmus (SA) en Richard Illingworth (Eng) |
|                         |                              |   |                            | |

| 10 maart 15:00 Scorecard | Zimbabwe 147/7 (20 overs) | v | Schotland 136 (19.4 overs) | Zimbabwe wint met 11 runs Vidarbha Cricket Association Stadium, Nagpur |
| 10 maart 15:00 Scorecard |                           |   |                            | Zimbabwe wint met 11 runs Vidarbha Cricket Association Stadium, Nagpur |
|                          |                           |   |                            |                                                                        |

| 10 maart 19:30 Scorecard | Hongkong 116/6 (20 overs) | v | Afghanistan 119/4 (18 overs) | Afghanistan wint met 6 wickets Vidarbha Cricket Association Stadium, Nagpur |
| 10 maart 19:30 Scorecard |                           |   |                              | Afghanistan wint met 6 wickets Vidarbha Cricket Association Stadium, Nagpur |
|                          |                           |   |                              |                                                                             |

| 12 maart 15:00 Scorecard | Afghanistan 186/6 (20 overs) | v | Zimbabwe 127 (19.4 overs) | Afghanistan wint met 59 runs Vidarbha Cricket Association Stadium, Nagpur |
| 12 maart 15:00 Scorecard |                              |   |                           | Afghanistan wint met 59 runs Vidarbha Cricket Association Stadium, Nagpur |
|                          |                              |   |                           |                                                                           |

| 12 maart 19:30 Scorecard | Hongkong 127/7 (20 overs) | v | Schotland 78/2 (8 overs) | Schotland wint met 8 wickets (DLS) Vidarbha Cricket Association Stadium, Nagpur |
| 12 maart 19:30 Scorecard |                           |   |                          | Schotland wint met 8 wickets (DLS) Vidarbha Cricket Association Stadium, Nagpur |
|                          |                           |   |                          |                                                                                 |

### Tweede ronde, Super 10
De tien landen werden in twee groepen gedeeld. De nummers een en twee gaan naar de halve finales.
Groep 1
| Team        | Pld | W | L | NR | Ptn | NRR    |
| ----------- | --- | - | - | -- | --- | ------ |
| West-Indië  | 4   | 3 | 1 | 0  | 6   | +0.359 |
| Engeland    | 4   | 3 | 1 | 0  | 6   | +0.145 |
| Zuid-Afrika | 4   | 2 | 2 | 0  | 4   | +0.651 |
| Sri Lanka   | 4   | 1 | 3 | 0  | 2   | –0.461 |
| Afghanistan | 4   | 1 | 3 | 0  | 2   | –0.715 |

| 16 maart 19:30 Scorecard | Engeland 182/6 (20 overs) | v | West-Indië 183/4 (18.1 overs) | West Indies wint met 6 wickets Wankhede Stadium, Mumbai |
| 16 maart 19:30 Scorecard |                           |   |                               | West Indies wint met 6 wickets Wankhede Stadium, Mumbai |
|                          |                           |   |                               |                                                         |

| 17 maart 19:30 Scorecard | Afghanistan 153/7 (20 overs) | v | Sri Lanka 155/4 (18.5 overs) | Sri Lanka wint met 6 wickets Eden Gardens, Calcutta |
| 17 maart 19:30 Scorecard |                              |   |                              | Sri Lanka wint met 6 wickets Eden Gardens, Calcutta |
|                          |                              |   |                              |                                                     |

| 18 maart 19:30 Scorecard | Zuid-Afrika 229/4 (20 overs) | v | Engeland 230/8 (19.4 overs) | Engeland wint met 2 wickets Wankhede Stadium, Mumbai |
| 18 maart 19:30 Scorecard |                              |   |                             | Engeland wint met 2 wickets Wankhede Stadium, Mumbai |
|                          |                              |   |                             |                                                      |

| 20 maart 15:00 Scorecard | Zuid-Afrika 209/5 (20 overs) | v | Afghanistan 172 (20 overs) | Zuid-Afrika wint met 37 runs Wankhede Stadium, Mumbai |
| 20 maart 15:00 Scorecard |                              |   |                            | Zuid-Afrika wint met 37 runs Wankhede Stadium, Mumbai |
|                          |                              |   |                            |                                                       |

| 20 maart 19:30 Scorecard | Sri Lanka 122/9 (20 overs) | v | West-Indië 127/3 (18.2 overs) | West Indies wint met 7 wickets M. Chinnaswamy Stadium, Bangalore |
| 20 maart 19:30 Scorecard |                            |   |                               | West Indies wint met 7 wickets M. Chinnaswamy Stadium, Bangalore |
|                          |                            |   |                               |                                                                  |

| 23 maart 15:00 Scorecard | Engeland 142/7 (20 overs) | v | Afghanistan 127/9 (20 overs) | Engeland wint met 15 runs Feroz Shah Kotla, Delhi |
| 23 maart 15:00 Scorecard |                           |   |                              | Engeland wint met 15 runs Feroz Shah Kotla, Delhi |
|                          |                           |   |                              |                                                   |

| 25 maart 19:30 Scorecard | Zuid-Afrika 122/8 (20 overs) | v | West-Indië 123/7 (19.4 overs) | West Indies wint met 3 wickets Vidarbha Cricket Association Stadium, Nagpur |
| 25 maart 19:30 Scorecard |                              |   |                               | West Indies wint met 3 wickets Vidarbha Cricket Association Stadium, Nagpur |
|                          |                              |   |                               |                                                                             |

| 26 maart 19:30 Scorecard | Engeland 171/4 (20 overs) | v | Sri Lanka 161/8 (20 overs) | Engeland wint met 10 runs Feroz Shah Kotla, Delhi |
| 26 maart 19:30 Scorecard |                           |   |                            | Engeland wint met 10 runs Feroz Shah Kotla, Delhi |
|                          |                           |   |                            |                                                   |

| 27 maart 15:00 Scorecard | Afghanistan 123/7 (20 overs) | v | West-Indië 117/8 (20 overs) | Afghanistan wint met 6 runs Vidarbha Cricket Association Stadium, Nagpur |
| 27 maart 15:00 Scorecard |                              |   |                             | Afghanistan wint met 6 runs Vidarbha Cricket Association Stadium, Nagpur |
|                          |                              |   |                             |                                                                          |

| 28 maart 19:30 Scorecard | Sri Lanka 120 (19.3 overs) | v | Zuid-Afrika 122/2 (17.4 overs) | Zuid-Afrika wint met 8 wickets Feroz Shah Kotla, Delhi |
| 28 maart 19:30 Scorecard |                            |   |                                | Zuid-Afrika wint met 8 wickets Feroz Shah Kotla, Delhi |
|                          |                            |   |                                |                                                        |

Groep 2
| Team          | Pld | W | L | NR | Ptn | NRR    |
| ------------- | --- | - | - | -- | --- | ------ |
| Nieuw-Zeeland | 4   | 4 | 0 | 0  | 8   | +1.900 |
| India         | 4   | 3 | 1 | 0  | 6   | –0.305 |
| Australië     | 4   | 2 | 2 | 0  | 4   | +0.233 |
| Pakistan      | 4   | 1 | 3 | 0  | 2   | –0.093 |
| Bangladesh    | 4   | 0 | 4 | 0  | 0   | –1.805 |

| 15 maart 19:30 Scorecard | Nieuw-Zeeland 126/7 (20 overs) | v | India 79 (18.1 overs) | Nieuw-Zeeland wint met 47 runs Vidarbha Cricket Association Stadium, Nagpur |
| 15 maart 19:30 Scorecard |                                |   |                       | Nieuw-Zeeland wint met 47 runs Vidarbha Cricket Association Stadium, Nagpur |
|                          |                                |   |                       |                                                                             |

| 16 maart 15:00 Scorecard | Pakistan 201/5 (20 overs) | v | Bangladesh 146/6 (20 overs) | Pakistan wint met 55 runs Eden Gardens, Calcutta |
| 16 maart 15:00 Scorecard |                           |   |                             | Pakistan wint met 55 runs Eden Gardens, Calcutta |
|                          |                           |   |                             |                                                  |

| 18 maart 15:00 Scorecard | Nieuw-Zeeland 142/8 (20 overs) | v | Australië 134/9 (20 overs) | Nieuw-Zeeland wint met 8 runs Himachal Pradesh Cricket Association Stadium, Dharamsala |
| 18 maart 15:00 Scorecard |                                |   |                            | Nieuw-Zeeland wint met 8 runs Himachal Pradesh Cricket Association Stadium, Dharamsala |
|                          |                                |   |                            |                                                                                        |

| 19 maart 19:30 Scorecard | Pakistan 118/5 (18 overs) | v | India 119/4 (15.5 overs) | India wint met 6 wickets Eden Gardens, Calcutta |
| 19 maart 19:30 Scorecard |                           |   |                          | India wint met 6 wickets Eden Gardens, Calcutta |
|                          |                           |   |                          |                                                 |

| 21 maart 19:30 Scorecard | Bangladesh 156/5 (20 overs) | v | Australië 157/7 (18.3 overs) | Australië wint met 3 wickets M. Chinnaswamy Stadium, Bangalore |
| 21 maart 19:30 Scorecard |                             |   |                              | Australië wint met 3 wickets M. Chinnaswamy Stadium, Bangalore |
|                          |                             |   |                              |                                                                |

| 22 maart 19:30 Scorecard | Nieuw-Zeeland 180/5 (20 overs) | v | Pakistan 158/5 (20 overs) | Nieuw-Zeeland wint met 22 runs Punjab Cricket Association IS Bindra Stadium, Mohali |
| 22 maart 19:30 Scorecard |                                |   |                           | Nieuw-Zeeland wint met 22 runs Punjab Cricket Association IS Bindra Stadium, Mohali |
|                          |                                |   |                           |                                                                                     |

| 23 maart 19:30 Scorecard | India 146/7 (20 overs) | v | Bangladesh 145/9 (20 overs) | India wint met 1 run M. Chinnaswamy Stadium, Bangalore |
| 23 maart 19:30 Scorecard |                        |   |                             | India wint met 1 run M. Chinnaswamy Stadium, Bangalore |
|                          |                        |   |                             |                                                        |

| 25 maart 15:00 Scorecard | Australië 193/4 (20 overs) | v | Pakistan 172/8 (20 overs) | Australië wint met 21 runs Punjab Cricket Association IS Bindra Stadium, Mohali |
| 25 maart 15:00 Scorecard |                            |   |                           | Australië wint met 21 runs Punjab Cricket Association IS Bindra Stadium, Mohali |
|                          |                            |   |                           |                                                                                 |

| 26 maart 15:00 Scorecard | Nieuw-Zeeland 145/8 (20 overs) | v | Bangladesh 70 (15.4 overs) | Nieuw-Zeeland wint met 75 runs Eden Gardens, Calcutta |
| 26 maart 15:00 Scorecard |                                |   |                            | Nieuw-Zeeland wint met 75 runs Eden Gardens, Calcutta |
|                          |                                |   |                            |                                                       |

| 27 maart 19:30 Scorecard | Australië 160/6 (20 overs) | v | India 161/4 (19.1 overs) | India wint met 6 wickets Punjab Cricket Association IS Bindra Stadium, Mohali |
| 27 maart 19:30 Scorecard |                            |   |                          | India wint met 6 wickets Punjab Cricket Association IS Bindra Stadium, Mohali |
|                          |                            |   |                          |                                                                               |

### Halve finale
| 30 maart 19:00 Scorecard | Nieuw-Zeeland 153/8 (20 overs) | v | Engeland 159/3 (17.1 overs) | Engeland wint met 7 wickets Feroz Shah Kotla, Delhi |
| 30 maart 19:00 Scorecard |                                |   |                             | Engeland wint met 7 wickets Feroz Shah Kotla, Delhi |
|                          |                                |   |                             |                                                     |

| 31 maart 19:00 Scorecard | India 192/2 (20 overs) | v | West-Indië 196/3 (19.4 overs) | West Indies wint met 7 wickets Wankhede Stadium, Mumbai |
| 31 maart 19:00 Scorecard |                        |   |                               | West Indies wint met 7 wickets Wankhede Stadium, Mumbai |
|                          |                        |   |                               |                                                         |

### Finale
| 3 april1 19:00 Scorecard | Engeland 155/9 (20 overs) | v | West-Indië 161/6 (19.4 overs) | West Indies wint met 4 wickets Eden Gardens, Calcutta |
| 3 april1 19:00 Scorecard |                           |   |                               | West Indies wint met 4 wickets Eden Gardens, Calcutta |
|                          |                           |   |                               |                                                       |

Regulier wereldkampioenschap (One Day International)
Wereldkampioenschap Twenty20

Wereldkampioenschap testcricket